# Hieromnich
Hieromnich (gr. ἱερομόναχος - hieromonachos) – w kościołach greckokatolickich i w kościele prawosławnym, mnich posiadający święcenia kapłańskie.